# Montrose, Mississippi
Montrose är en ort i Jasper County i delstaten Mississippi, USA.